# Jan Van Rompaey (professor)
Jan Petrus Cornelis Van Rompaey (Willebroek, 27 juli 1935 – 17 maart 1981) was een historicus, rechtsgeleerde en hoogleraar uit België.

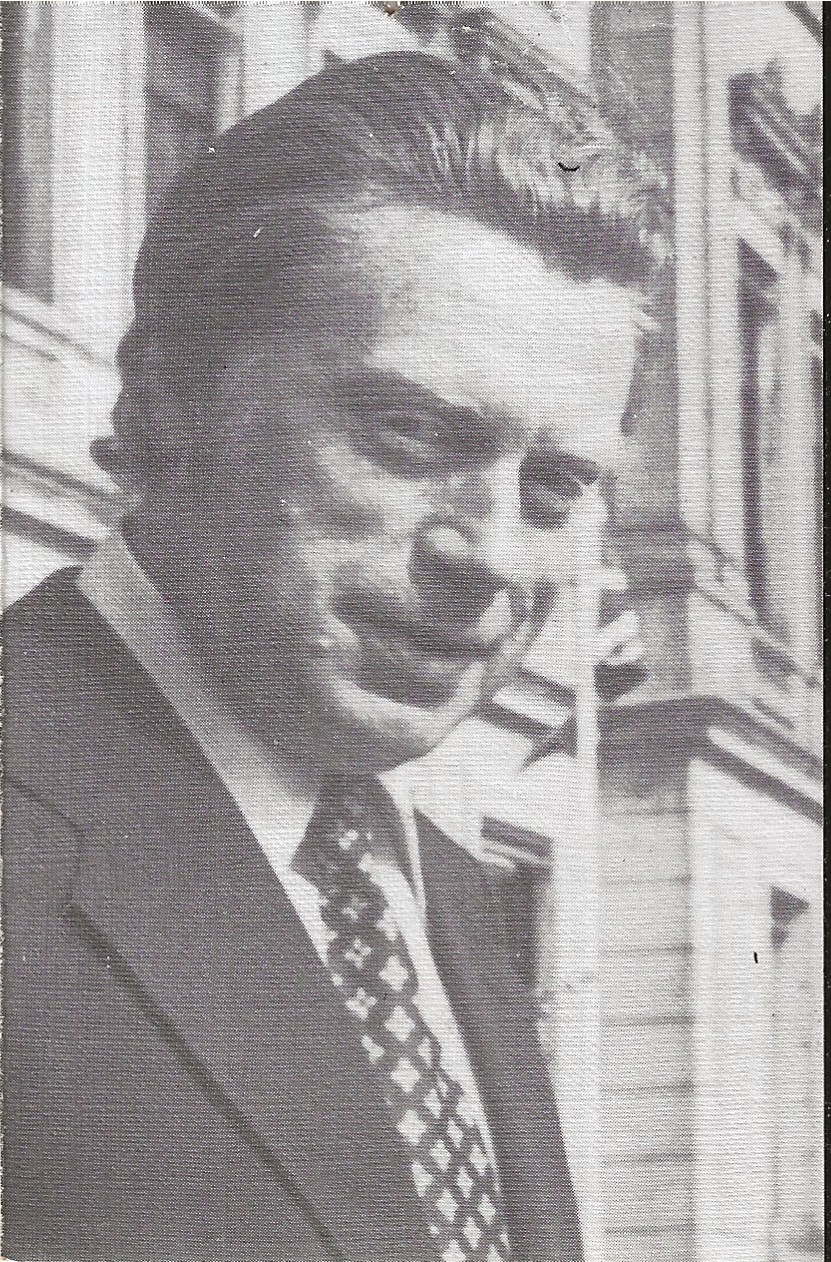
Professor Jan Van Rompaey

## Levensloop
Afkomstig uit de Rupelstreek, deed hij deed zijn middelbare studies aan het Koninklijk Atheneum te Boom. Hij werd doctor in de rechten aan de universiteit van Gent in 1959 en werd vervolgens assistent bij professor Egied Strubbe aan het Seminarie voor Rechtsgeschiedenis te Gent. Hij werd ook in 1958 licentiaat in de letteren en wijsbegeerte (groep geschiedenis) en vervolgens in 1959 doctor in de rechten. In 1965, na legerdienst en een assistentschap, promoveerde hij tot doctor in de letteren en wijsbegeerte. Tijdens deze gehele vormingsperiode werd hij geleid en gestimuleerd door de in 1971 overleden maar onvergetelijke rechtshistoricus, prof. Egied Strubbe.
Hij trouwde in 1960 met Frida De Bontridder te Gent. Het huwelijk kreeg vier kinderen.

## Hoogleraar rechtsgeschiedenis
Hij werd in 1970 benoemd tot docent en in 1980 bevorderd tot hoogleraar en directeur-diensthoofd van het Rechtshistorisch Seminarie aan de Faculteit van de Rechtsgeleerdheid van de Rijksuniversiteit Gent, en buitengewoon hoogleraar in de Faculteit van de Rechtsgeleerdheid van de Katholieke Universiteit Leuven. Hij doceerde ook op Campus Kortrijk, waar hij (onbezoldigd) de cursus 'Geschiedenis van het oudvaderlands recht' mocht geven. Hij doceerde in Gent de cursussen ‘Algemene rechtsgeschiedenis met inbegrip van het oud-Nederlands recht’ en ‘De geschiedkundige inleiding tot het burgerlijk recht’. Van 1974 af werden deze cursussen aangevuld met ‘De geschiedenis van de privaatrechtelijke instellingen met inbegrip van het canoniek recht’, ‘Oud-Vaderlands recht’ en de ‘Codificatie van het burgerlijk recht in de 19e eeuw’, en ‘Het overzicht van de internationale politieke ontwikkeling sedert 1870’. In 1966 en in 1968 was hij laureaat van de Koninklijke Vlaamse Academie van België voor Wetenschappen en Kunsten, Klasse der Letteren. In 1970 werd hem de eerste Winkler Prins-Prijs voor Geschiedenis toegekend. 
Hij schreef zich op latere leeftijd aan de Balie te Gent bij stagemeester Piet Blomme.
Na die lange intense studieperiode - en eerste doceerjaren - trachtte Van Rompaey zich eveneens te integreren in politieke en culturele organisaties. Meer en meer ging hij zich interesseren voor de Vlaams-Waalse verhoudingen en bleef hij sterk verbonden met de hem zo dierbare Vlaamse identiteit. Hij werd in de jaren zeventig ook lid van twee Vlaamse service-clubs, namelijk de Marnixring en de Orde van de Prince en werd dan tevens werkend lid van het Dosfelinstituut en het Davidsfonds. 
Hij was lid van verscheidene wetenschappelijke verenigingen en was redactiesecretaris van Heemkring Scheldeveld.

## Publicaties
Hij schreef een monografie over de Baljuws in Vlaanderen verscheen in 1965, 'Het grafelijk baljuwsambt in Vlaanderen tijdens de Boergondische periode. Verhandelingen van de Koninklijke Academie voor wetenschappen, letteren en schone kunsten. Klasse der Letteren 62. Brussel'. Zijn tweede hoofdwerk verscheen in 1971 onder de titel: De Grote Raad van de hertogen van Boergondië en het Parlement van Mechelen.
Van Rompaey bleef ook zeer actief om de arresten van de Grote Raad in een reeks bronnenpublicaties te publiceren. Reeds in 1966 verscheen het eerste bronnenboek, getiteld: Chronologische Lijsten van de Geëxtendeerde Sententiën en Procesbundels (dossiers), berustende in het archief van de Grote Raad van Mechelen, I, 1465-1504.
Prof. VAN ROMPAEY was auteur van een lijst belangrijke wetenschappelijke werken en artikelen, waar
door hij een internationale faam heeft verworven. Zijn grote verdiensten blijken vooral uit zijn studie van de Boergondische tijd:
- Lambrecht, Daniel en Rompaey, Jan van (1982). De staatsinstellingen in het zuiden van de 11e tot de 14e eeuw. In: Algemene geschiedenis der Nederlanden (1977) 3 p. 77-134
- Rompaey Jan van en Paul De Win (1981). Aanzet van een algehele inventaris van ons rechtshistorisch patrimonium, in: Ons Heem, XXXV, 1981, blz. 109-112. Onderzoek naar de nog bewaarde schandpalen, galgen, pilorijnen en andere schandstrafinstrumenten in Vlaanderen
- Rompaey, Jan van. (1981). Hofraad en Grote Raad in de hofordonnantie van 1 januari 1469 - In: Recht en instellingen in de oude Nederlanden tijdens de Middeleeuwen en de Nieuwe Tijd. Liber amicorum Jan Buntinx, Louvain, 1981, pp. 303-324.
- Rompaey, Jan van. (1980). Bourgondische staatsinstellingen - In: Algemene geschiedenis der Nederlanden (1977) 4 p. 136-155
- Rompaey, Jan van. (1978) De opstand in het Vlaamse kustvlak van 1323 tot 1328 en de figuur van Nikolaas Zannekin - In: Nikolaas Zannekin en de slag bij Kassel 1328-1978 p. 104-132 en p. 133-141
- Rompaey, Jan van. (1977) De procedure in beroep bij het Parlement van Mechelen.  - In: Consilium Magnum, 1473-1973 p. 371-381
- Rompaey, Jan van. (1977) De publiekrechtelijke achtergrond van de strijd tussen Gwijde van Dampierre en Filips de Schone.  - In: De Leiegouw vol. 19 (1977) p. 337-359
- Rompaey, Jan van. (1977) A project for microfilming manuscripts in Ethiopia.  - In: Orientalia Lovaniensia periodica vol. 8 (1977) p. 217-222
- Rompaey, Jan van. (1975) De heerlijkheid als heem van onze voorouders - In: Ons heem vol. 29 (1975) p. 125-135
- Rompaey, Jan van. (1975) Het Land en de heren van Nevele in een notedop. - In: Het Land van Nevele vol. 3 (1975)
- Rompaey, Jan van. (1974) De oude plaatsnamen van Sint-Martens-Latem - In: Sint-Martens-Latem 824-1974. Schetsen uit 1150 jaar geschiedenis p. 52-85
- Rompaey, Jan van. (1974) De voormalige heerlijkheden op het grondgebied van Sint-Martens-Latem. - In: Sint-Martens-Latem 824-1974. Schetsen uit 1150 jaar geschiedenis p. 87-120
- Rompaey, Jan van. (1973) Het oudste recht van Veurne.  - In: Tijdschrift voor rechtsgeschiedenis vol. 41 (1973) p. 325-338
- Rompaey, Jan van. (1973) De Grote Raad en het Parlement van Mechelen - In: Spiegel Historiael vol. 8 (1973) p. 578-585
- Rompaey, Jan van. (1972). Berghe, Jan van den (ca. 1375-1439), baljuw, raadsheer. - In: Nationaal biografisch woordenboek Pt. 5 p. Sp. 48-53
- Rompaey, Jan van. (1971) Het ontstaan van de Grote Raad onder Filips de Goede - In: Handelingen van de Koninklijke Zuidnederlandse Maatschappij voor Taal- en Letterkunde vol. 25 (1971) p. 297-310
- Rompaey, Jan van. (1971) Middeleeuws recht en onrecht in Vlaanderen - In: Spiegel Historiael vol. 6 (1971) p. 4-10
- Rompaey, Jan van. (1968) Rechtsbronnen van de stad Bergen op Zoom - In: Verslagen en mededeelingen. Vereeniging tot Uitgaaf der Bronnen van het Oud-vaderlandsche Recht vol. 13 (1968) p. 195-318

In het tijdschrift XCIV (1979) (469-495) verscheen van zijn hand het artikel ‘Essai de synthèse de l'évolution de la réforme de l'état en Belgique de 1961 à 1979’.

## Voetnoten
- Bibliothèque nationale de France: cb121826399 (data)
- CiNii: DA0798109X
- Digitale Bibliotheek voor de Nederlandse Letteren: romp013
- International Standard Name Identifier: 0000 0000 0017 0289
- Nederlandse Thesaurus van Auteursnamen: 074478826
- Système universitaire de documentation: 030406153
- Virtual International Authority File: 9891466